# George Blagden
George Paul Blagden, född 28 december 1989, är en brittisk skådespelare.
Han är främst känd för rollen som munken Athelstan i TV-serien Vikings. I TV-serien Versailles spelar han huvudrollen som Ludvig XIV av Frankrike.  Han gjorde rollen som Grantaire i musikalfilmen Les Misérables 2012.

## Utbildning
Efter studierna på Old Buckenham Hall School, blev han antagen till Oundle School med ett dramastipendium och spelade i skolans Stahl Theatre i roller som bagaren i Into the Woods och Marc i 'Art'. Medan han studerade vid Oundle, blev Blagden medlem av National Youth Theatre, och utsågs som en av fyra elever som fick delta i en masterclass med Sir Ian McKellen. Därefter studerade han skådespeleri vid Guildhall School of Music and Drama, och tog examen 2011.

## Skådespelarkarriär
Blagden fick sin första filmroll som Andy i After the Dark. Därefter har han medverkat i  Wrath of the Titans, Les Misérables, Vikings och Versailles. 